# آب حسين (مقاطعة فيروزآباد)
آب‌حسين (بالفارسية: آب‌حسین) هي قرية تقع في قسم جايدشت الريفي (مقاطعة فيروزآباد) في إيران. يقدر عدد سكانها بـ 36 نسمة .